# Видигейра
Видигейра (порт. Vidigueira) — посёлок городского типа в Португалии, центр одноимённого муниципалитета округа Бежа. Численность населения — 3,0 тыс. жителей (посёлок), 6,0 тыс. жителей (муниципалитет). Посёлок и муниципалитет входит в регион Алентежу и субрегион Байшу-Алентежу. По старому административному делению входил в провинцию Байшу-Алентежу.

## Расположение
Посёлок расположен в 23 севернее города Бежа, на автодороге Бежа — Эвора.
Расстояние до:
- Лиссабон = 129 км
- Бежа = 24 км
- Эвора = 40 км
- Сетубал = 101 км
- Фару = 134 км

Муниципалитет граничит:
- на севере — муниципалитет Портел
- на востоке — муниципалитет Мора
- на юго-востоке — муниципалитет Серпа
- на юге — муниципалитет Бежа
- на западе — муниципалитет Куба

## Население
| Население муниципалитета Видигейра (1801—2004) | Население муниципалитета Видигейра (1801—2004) | Население муниципалитета Видигейра (1801—2004) | Население муниципалитета Видигейра (1801—2004) | Население муниципалитета Видигейра (1801—2004) | Население муниципалитета Видигейра (1801—2004) | Население муниципалитета Видигейра (1801—2004) | Население муниципалитета Видигейра (1801—2004) | Население муниципалитета Видигейра (1801—2004) |
| ---------------------------------------------- | ---------------------------------------------- | ---------------------------------------------- | ---------------------------------------------- | ---------------------------------------------- | ---------------------------------------------- | ---------------------------------------------- | ---------------------------------------------- | ---------------------------------------------- |
| 1801                                           | 1849                                           | 1900                                           | 1930                                           | 1960                                           | 1981                                           | 1991                                           | 2001                                           | 2004                                           |
| 3277                                           | 5759                                           | 8813                                           | 10 621                                         | 10 594                                         | 7405                                           | 6305                                           | 6188                                           | 6019                                           |

## История
Посёлок основан в 1514 году.

## Достопримечательности
- Муниципальный музей Видигейра
- Музей Видигейра

## Районы
| Фрегезии (районы) муниципалитета Видигейра | Фрегезии (районы) муниципалитета Видигейра | Фрегезии (районы) муниципалитета Видигейра | Фрегезии (районы) муниципалитета Видигейра | Фрегезии (районы) муниципалитета Видигейра | Фрегезии (районы) муниципалитета Видигейра | Фрегезии (районы) муниципалитета Видигейра |
| ------------------------------------------ | ------------------------------------------ | ------------------------------------------ | ------------------------------------------ | ------------------------------------------ | ------------------------------------------ | ------------------------------------------ |
| №                                          | Наименование                               | Оригинальное наименование                  | Кол-во жителей чел.(2001)                  | Территория км²                             | Плотность чел./км²                         | Почтовый индекс                            |
| 1                                          | Видигейра                                  | Vidigueira                                 | 2 973                                      | 27,62                                      | 107,64                                     | 7960-000 VIDIGUEIRA                        |
| 2                                          | Вила-де-Фрадеш                             | Vila de Frades                             | 992                                        | 25,58                                      | 38,78                                      | 7960-000 VILA DE FRADES                    |
| 3                                          | Педроган                                   | Pedrógão                                   | 1 214                                      | 124,02                                     | 9,79                                       | 7960-000 VIDIGUEIRA                        |
| 4                                          | Селмеш                                     | Selmes                                     | 1 009                                      | 136,98                                     | 7,37                                       | 7960-000 SELMES                            |

## Фотогалерея
- В окрестностях Видигейра